# Thomas Adolphus Trollope
Pour les articles homonymes, voir Trollope.
Thomas Adolphus Trollope (29 avril 1810 à Bloomsbury, Londres - 11 novembre 1892  à Clifton, Angleterre) est un écrivain et journaliste britannique.

## Biographie
Fils aîné de Thomas Anthony et de Frances Trollope, Thomas est le frère de Anthony Trollope, un autre écrivain. Thomas a été éduqué à l’Harrow School et au Winchester College.
Entre 1840 et 1890, Thomas Adolphus Trollope a rédigé environ 60 ouvrages : récits de voyages, histoire et fiction. Il a aussi rédigé plusieurs articles pour des magazines et des journaux.
Il a vécu la majeure partie de sa vie adulte en Italie, mais s'est retiré au Devon en Angleterre en 1890. Il est mort à Clifton près de Bristol le 11 novembre 1892.
Ses mémoires en trois volumes, What I Remember, ont été publiés entre 1887 et 1889.